# Pentax Z-1
Pentax «Z-1» (В США известен под названием «PZ-1») — профессиональный малоформатный однообъективный зеркальный фотоаппарат с автофокусом, производившийся с 1991 до 1995 года в чёрном исполнении. В 1992 году модель получила главный приз Японии: «Japan Camera Grand Prix-92»,
Кроме того, в 1994 году к 75-летию фирмы «Asahi Optical Co» малым тиражом производился с маркировкой «Pentax Z-1 SE» (Special Edition) в серебристо-чёрном исполнении с улучшенной отделкой корпуса.

## Основные характеристики
- Режимы: M(ручной), Av(приоритета диафрагмы), Tv (приоритет выдержки), P(режим программной линии), HyM и HyP.
- Встроенный экспонометр.
- Экспокоррекция ±4 EV с шагом 1/2 EV или 1/3 EV.
- Блокировка экспозиции.
- Автоспуск — 2 или 12 сек. Кроме стандартного автоспуска у этой камеры есть автоспуск с многократным срабатыванием затвора (интервальная съёмка).
- Электронный затвор из металлических ламелей с вертикальным ходом 30 — 1/8000 сек, В.
- Питание 6 Вольт 2CR5.
- Моторная протяжка плёнки с возможностью серийной съемки до 3 к/сек (скорость автоматическая или по выбору фотографа).
- Обратная перемотка плёнки (полная или с оставлением 1-го кадра). Функция может срабатывать автоматически при окончании плёнки или вызываться вручную.
- Отображение выдержки и положения диафрагмы в видоискателе.
- ЖКИ-дисплей над видоискателем.
- Функция PowerZoom поддерживается полностью.
  - Быстрый перевод объектива в одно из двух заданных фотографом положений трансфокатора.
  - Zoom-эффект (увеличение или уменьшение фокусного расстояния объектива при открытом затворе).
- Кнопка «ML» может блокировать экспозицию или экспозицию и фокус.
- Режим отслеживания размера объекта:
  - Спуск срабатывает, когда объект попадает в зону ГРИП.
  - Спуск срабатывает, когда достигнут выбранный размер объекта.

## Совместимость
«Z-1» может работать с любыми объективами Pentax. Необходимо учесть лишь несколько нюансов:
- существуют объективы, рассчитанные для использования с APS-C-камерами. Такие объективы, как правило, дадут сильнейшее виньетирование;
- с объективами, оснащёнными креплением KAF3 или KF не будет работать автофокус. Подтверждение фокусировки работать будет.